# A113

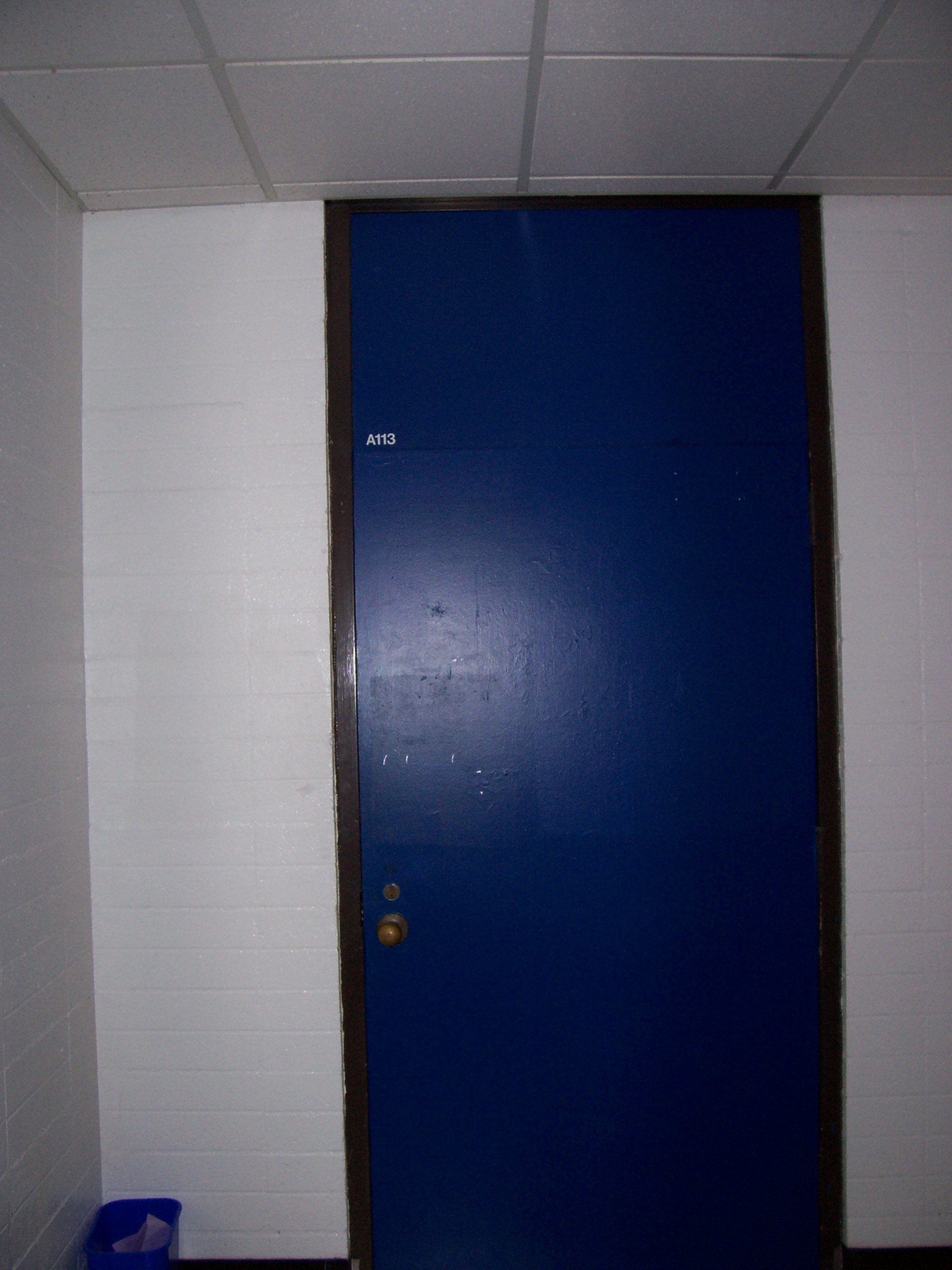
La porta de l'aula A113 on molts dels artistes gràfics van estudiar animació. Institut de les Arts de Califòrnia (Valencia, Califòrnia)

A113 (de vegades A-113, A1-13 o A11-3) és una broma interna i un ou de pasqua en mitjans creats per antics alumnes de l'Institut de les Arts de Califòrnia, que es refereix a l'aula utilitzada pels estudiants de disseny gràfic i animació de personatges, inclòs John Lasseter, Tim Burton i Brad Bird. Bird ho va usar per primera vegada per a un nombre de placa en l'episodi "Family Dog" d'Amazing Stories. Ha aparegut en altres pel·lícules de Disney i en totes les pel·lícules de Pixar (a part de Monsters, Inc.).
Bird va dir: "Ho vaig posar en cadascuna de les meves pel·lícules, inclosos els meus episodis dels Simpsons, és una espècie de la meva versió de 'Nina' de Hirschfeld".
L'Aula A113 es fa servir actualment durant el primer any d'estudi de disseny gràfic.

## Aparicions
- Amazing Stories – "Family Dog" (temporada 2, episodi 16): està en la placa de la camioneta vermella, i també en la part superior del portapapers que sosté el policia.
- American Dad!: 
  - "Diácono Stan, Jesus Man" (temporada 1, episodi 7): la placa del veí de Stan quan arriba a l'església.
  - "Love, American Dad Style" (temporada 9, episodi 1): és la matrícula de l'acte vermell 'Hummer'.
  - "Graduador permanent de registres" (temporada 10, episodi 18): vist en un vagó muntat per un vagabund / excompany de treball de Stan.
  - "A Star is Reborn" (temporada 12, episodi 10): el nombre es pot veure en la claqueta durant la producció de Marble Trouble.
  - "The Shrink" (temporada 12, episodi 12): El nombre al costat del segon vagó del tren en miniatura.
  - "Whole Slotta Love" (temporada 14, episodi 8): el nombre de placa d'un automòbil que pansa.
- Aqua Teen Hunger Force – "The Greatest Story Ever Told" (temporada 11, episodi 9): nombre de la presó de Carl.
- Bobby's World - "La visita a la tia Ruth" (temporada 1, episodi 1): El nombre en la targeta de la foto imaginària de Bobby.
- BoJack Horseman - "Downer Ending" (temporada 1, episodi 11): Durant el viatge de drogues de BoJack, el nombre es veu en la porta d'un aula.
- Family Guy: 
  - "The Simpsons Guy" (Temporada 13, episodi 1): A113 és un nombre de placa per al creuer del Cap Wiggum en el rentat d'actuacions que van dur a terme Homer i Peter per trobar l'acte robat dels Griffin.
  - "Molt en el pis de dalt" (Temporada 14, episodi 15): el nombre es mostra en la llicència de conduir de Lois que Stewie porta al preescolar en el seu somni.
- Harvey Birdman, Attorney at Law - "Deadomutt Parteix 1" (temporada 1, episodi 7): Birdman és traslladat a l'oficina 113-A (que és realment un bany).
- The Loud House - "Tea Tale Heart" (episodi 121), "The Loudest Thanksgiving" (episodi 122) i "Friended with the Casagrandes" (episodi 133): A113 es pot veure.
- McGee and Me! - "The Big Lie" (temporada 1, episodi 1): A113 és vist com el nombre de matrícula del carro d'arròs que es porta a un nen petit en una vinyeta animada.
- Rocko's Modern Life - "Static Cling": Durant l'estrena del nou especial de Fatheads, Ed mira un moment amb el Sr. Fathead i Baby Fathead (amb el mateix amb Ed i el seu fill nounat, més tard filla), apareix el "A113" com una torre de blocs
- Rugrats - "Little Dubti" (temporada 1, episodi 4B): el nombre d'habitació de la classe d'economia domèstica.
- Els Simpson: 
  - "Krusty Gets Busted" (temporada 1, episodi 12): nombre de l'uniforme de la presó de Krusty the Clown.
  - "Capi Feare" (temporada 5, episodi 2): nombre de fitxa policial de Sideshow Bob.
  - "Sideshow Bob's Last Gleaming" (temporada 7, episodi 9): nombre de l'uniforme de la presó de Sideshow Bob.
  - "Do the Bartman": El nombre a la foto policial de Bart.
- South Park - "Prehistoric Ice Man" (temporada 2, episodi 18): "A-113" és clarament visible en el costat d'un helicòpter.
- Tiny Toon Adventures,, "Com vaig passar les meves vacances": Quan Plucky i Hamton arriben a Happy World Land, una placa diu "A-113" en un de les actuacions en l'estacionament.
- Uncle Grandpa - "Doctor Visit" (temporada 4, episodi 25) i "Broken Boogie" (temporada 5, episodi 10): es pot veure A113.
- We Bare Bears - "Money Man" (temporada 4, episodi 15): un saló de classes té l'etiqueta "A113".
- Whatever Happened to... Robot Jones? - "Treball" (temporada 2, episodi 3B): el robot ingressa a un gimnàs i coincideix amb el nombre d'unitat del robot observador que ha d'ajudar a eliminar amb el nombre d'unitat en la seva llista de verificació, "A113".
- The Zeta Project - "Control remot" (temporada 1, episodi 3): Bucky té un coet amb l'etiqueta A113 a la seva habitació.

### Altres sèries de TV
- Doctor Who - "Flatline" (sèrie 8, episodi 9): el primer tren porta el codi A113.
- Firefly - "The Train Job" (episodi 2): El nombre de registre del tren és A113.
- Star Trek: Discovery - "An Obol for Charon" (temporada 2, episodi 4): quan Pike i Number 1 estan discutint Spock, l'estació de replicació al costat de Pike és A-113 (al voltant de 2 minuts i 48 segons).
- Star Trek: Short Treks - "Calypso" (temporada 1, episodi 2): El nombre d'identificació del replicador d'aliments del que Craft va prendre una beguda és A-113 (marca de temps 5.36).
- Supernatural - "Sympathy for the Devil" (temporada 5, episodi 1): El nombre de l'habitació de l'hospital on Bobby s'està recuperant és 113A.
- Quantico - "Run" (temporada 1, episodi 1): L'habitació en la qual Caleb Haas s'estava quedant abans d'abandonar la casa estava numerada 113A.
- Terra Nova - "Gènesi (Primera part)" (episodi 1): la càmera de seguretat que mostra a Jim Shannon en àrees no autoritzades està etiquetada com a "CAM A113".
- Jane the Virgin - "Capítol vuitanta-sis" (temporada 5, episodi 5): el video de seguretat que mostra a Petra disparant a Travis l'ajudant de cambrer està etiquetat com a "CAM A-113".
- The Capture - "Blind Espots" (episodi 4): Les escenes finals ocorren prop del camí fictici, el "A113".

### Pixar
- Sèrie Toy Story: 
  - Nombre de matrícula en les actuacions de la mare d'Andy (una minivan en Toy Story i Toy Story 2, i un crossover en Toy Story 3).[2]
  - Toy Story 2 : anunci de l'aeroport per "LassetAir Flight A113" (també una referència al director John Lasseter).
  - Toy Story 4 : es pot veure en el camió familiar de Bonnie i en el disseny de la catifa de Second Chance Antiques.
- La vida d'un insecte: codifiqui en la caixa de cereal quan Flik ingressi a la ciutat dels insectes.
- Monsters, Inc.: Notablement, Monsters, Inc. és l'única pel·lícula de Pixar que no inclou l'ou de Pasqua.
  - Monsters University: la sala de conferències on Mike i Sulley tenen la seva primera classe té aquest nombre en la porta.[3]
- Buscant en Nemo: el nombre de model de la càmera utilitzada pel bus.
  - Buscant la Dory: La matrícula del camió de càrrega que porta als animals a Cleveland té la matrícula "CALA113". A més, les etiquetes dels dos lleons marins, Fluke i Rudder, estan etiquetades com a "A1" i "13" respectivament.
- Els increïbles: el nombre de la sala de conferències parany en el cau de la Síndrome (no vist però esmentat per Mirage).[4][5] El nivell de presó i la cel·la on es troba el Sr. Increïble és el "Nivell A1" en la Cel·la # 13 (A1 i 13). La sala de control de nivell de potència controla el "Nivell A1", secció "13", que és on es troba el coet. El nombre de l'oficina de la dissenyadora de vestuari de superherois Edna Mode. (L'edifici en el qual es troba és l'entrada a CalArts.) 
  - Els increïbles 2 : Al final de la pel·lícula, els Parrs estan a punt de deixar a Violet i Tony en una pel·lícula. En la marquesina, la pel·lícula es diu Dementia 113, però un costat fa que sembli llegir Dementi A113, que és una referència al debut com a director Dementia 13 de Francis Ford Coppola. A més, la sala on Elastigirl revisa les imatges de The Screenslaver en DevTech és la sala A113. El nombre de model per al tren de transmissió fora de control inclou A113. El nombre de document de l'Acord Internacional de Superherois és ISHA CA-A113. El nombre d'aerosol pintat en un contenidor d'escombraries és BUNI-A113.
- Cars : 
  - Cars : és el nombre en Trev Dièsel, el tren de càrrega que Lightning McQueen supera abans d'arribar per primera vegada a la ciutat de Radiator Springs. Trev Dièsel també es va fabricar com un estoig per a la línia de fosa a pressió i té A113 en ell.
  - Mater and the Ghostlight i Cars Toons : és el nombre de matrícula de Mater. La versió fosa a encuny del personatge menor Dexter Hoover té el nombre de placa "A113CA". I el començament del nom de l'arxiu d'imatge per al líder dels cotxes de llimona.
  - Cars 2 : és el nombre en la cua de Siddeley (que es mostra com A113), així com també en la placa de Mater. En la cua de l'avió en el camp d'aviació pel qual fugen Mater i McMissile.
  - Cars 3 : el nombre s'utilitza com a nombre d'habitació col·locat en la porta corredissa de l'oficina de Sterling.
- Ratatouille - Git, la rata de laboratori, té una etiqueta en la seva orella esquerra que diu "A113". A més, quan Linguini està dormit enfront del televisor, A113 apareix en un tren darrere de la parella amorosa.
- WALL-E : el codi de la directiva donada a Acte perquè mai torni a la Terra, la primera (i actualment, l'única) vegada que A113 va tenir un significat real per a la trama d'una pel·lícula de Pixar. També sembla lletrejar part del nom de WALL-E, WA11-3 (Leet parcial).[6] A més, quan Eve i WALL-I arriben a l'Axiom, quan surten de la badia d'atracament, les portes es marquen amb la Coberta A-224-1 agregada a cada dígit de la referència.
- Up el nombre de la sala del tribunal al que Carl va després de copejar a un treballador per protegir la seva bústia.[7]
- Brave - Escrit en nombres romans (ACXIII) sobre l'interior de la porta de la cabanya de la bruixa.[8]
- Inside Out: quan Riley es dirigeix a la seva nova escola en San Francisco, la porten a l'habitació A113.[9] Més tard, quan Riley es dirigeix cap a l'autobús, es deté per veure qui la flama. Un edifici en el fons té "a113" escrit en grafiti.
- The Good Dinosaur: quan l'ocell persegueix a Arlo fora de la seva àrea d'alimentació, "A113" està format per pals al llarg de l'a prop en el costat dret del marc.
- Coco: El nombre apareix en la porta de l'Oficina de Queixes Familiars i en la portada d'un dels àlbums d'Ernesto de la Cruz.
- Onward: el nombre es parla en aquest cas; La ràdio de la policia es pot escoltar dient "un 113 està en progrés".

### Altres pel·lícules
Disney
- Lilo & Stitch (2002): nombre de matrícula en tots els vehicles, inclòs l'automòbil de lloguer de Cobra Bubbles, la nau espacial del Capità Gantu, l'automòbil de Nani, el camió de bombers, el camió cisterna i la matrícula a l'habitació de Lilo (utilitzat en el model de Stitch de Sant Francisco). També en la pel·lícula directa a video Leroy & Stitch.[10]
- Mickey, Donald, Goofy: The Three Musketeers (2004): el nombre de matrícula del carruatge que té a Mickey com a captiu.
- Meet the Robinsons (2007) - La matrícula dels pares adoptius de Cornelius 'Lewis' Robinson.
- La princesa i la granota (2009): un carret té l'etiqueta nombre A113.
- Els Venjadors (2012): A113 es pot veure en la cantonada superior esquerra de tots els clips de notícies prop del final de la pel·lícula, quan el món reacciona a la revelació dels Venjadors. També es veu en la cantonada inferior dreta de les pantalles de vidre Helicarrier de Nick Fury.[11]
- Saving Mr. Banks (2013) - Walt Disney mira l'itinerari de viatge de PLTravers mentre vola de Los Angeles a Londres. El seu nombre de vol és BTA-113.
- Guardians de la galàxia (2014) - A113 es pot veure en un monitor en l'anàlisi de Groot.
- Big Hero 6 (2014): apareix com un nombre de peça en els esquemes de les fulles d'energia de Wasabi a mesura que Hiro ho construeix.[12]
- Tomorrowland (2015) - Al començament de la pel·lícula quan la pantalla diu: "Una producció A113".
- En Ralph destrueix Internet (2018): A113 apareix sobre una porta mentre Vanellope von Schweetz intenta escapar de Stormtroopers .
- Avengers: Endgame (2019): A113 es pot veure en un monitor mentre Bàner executa proves.

Diversos
- The Brave Little Toaster (1987) - El nombre d'apartament on viu "The Master".[13]
- Melodies lunars de Bugs Bunny (1991) - En l'escena de Key Witness, un dels videos que mostra Witness és "Satellite View A-113".
- The Truman Show (1998): en una placa numerada que es mostra sota un dels monitors que mostra l'alimentació de la càmera des de l'interior del dom de Truman.
- The Iron Giant (1999) - Matrícula en el cotxe que el gegant va menjar parcialment; el 3 està mossegat. També a la casa de Dean hi ha una pintura que té A113.[3]
- Terminator Salvation (2009): vist en la pantalla de la computadora (com a codi d'anul·lació d'inici de sessió) durant l'assalt a una base de Skynet. Marco de temps - 00.09:32
- Planet 51 (2009) - La matrícula de l'acte de Lem és A113.
- Alpha i Omega (2010): en la part posterior del camió de Garn i Debbie, vist quan Humphrey està parlant amb Marcel i Paddy.
- Rise of the Planet of the Apes (2011) - A113 es pot veure en un punt.
- Missió: Impossible - Protocol Fantasma (2011) - L'"anell de classe" armat de Hanaway té un A113 estampat en el costat. És el codi d'accés d'extracció d'Ethan Hunt proporcionat per telèfon i està en la placa d'un automòbil enfront del Kremlin durant la gran explosió, moment en el qual es pressiona el botó de desactivació de la bomba "1.13 segons".[14][15]
- The Colony (2013): dins de l'àrea d'emmagatzematge, una caixa té A113 com a nombre de registre.
- The Hunger Games: Catching Fire (2013): en la cantonada inferior dreta del monitor quan el president Snow està mirant a Katniss decidir si matar algú en la sorra.
- Veïns (2014) - Quan Mac i Teddy es barallen, és visible en la caixa de transmissió.
- L'alba del planeta dels simis (2014) - El virus que aniquila la majoria de la humanitat es diu ALZ-113.
- El llibre de la vida (2014) - Al començament de la pel·lícula, un dels autobusos escolars té el nombre A113.
- Sausage Party (2016) - Matrícula en la part posterior de l'acte de Druggie juntament amb l'etiqueta "DIXAR".
- Spider-Man: Homecoming (2017) - A113 es pot veure en la cantonada superior esquerra del HUD Spider Drone quan s'inicia per primera vegada en el Monument a Washington.
- Klaus (2019): es pot veure A113 en el maleter del carruatge de Jesper.
- The Call of the Wild (2020) - A113 es pot veure en un tauler d'anuncis al poble.

### Videojocs
- En Retorn al futur: el joc, és una cabina de convencions.
- En Beyond: Two Souls, és el nombre d'una habitació a l'edifici en el qual Jodie creix.
- En Destiny, és el nom d'una àrea desconeguda en la targeta Grimoire del fragment de fantasma Dead Orbit.[16]
- En Fallout 4, es pot veure en un dels rètols de l'estació de servei en la demostració del joc i en els registres de computadora de Brotherhood of Steel Cambridge.[17]
- En Kinect Rush: A Disney-Pixar Adventure, està en una placa en la part del joc 'Day Care'.
- En Kingdom Hearts III, A113 pot veure's com el nombre de la matrícula de la Mini Van de la mamà d'Andy, i un rètol amb el nom del carrer al món de Toy Story "Toy Box", a més de ser vist damunt d'una porta de persiana en els Monstres, Inc. món "Monstropolis".
- En Llec The Incredibles, es pot veure en nombrosos fronts d'edificis tant en Municiberg com en New Urbem, així com en el costat del vaixell on s'amaga l'Home Ancora.[18]
- En Mortal Kombat 11, una de les opcions de personalització per al personatge Frost és un Frozen Core anomenat Axiom A113. (Aquesta és probablement una referència a la pel·lícula WALL-I esmentada anteriorment: Axiom és el nom del vaixell que alberga a la població humana de la Terra en la pel·lícula; "A113" va ser el codi de l'ordre enviada al pilot automàtic de la nau per no tornar a la Terra.)
- En Outlast, és el nom d'una habitació tancada en la primera etapa del joc.
- En Prototype, el verí Bloodtox s'escriu oficialment com a Substància A-113A encara que es pronuncia A1-13 Variació A.
- En Sunset Overdrive, es veu mentre Walter està treballant en el seu planador durant una escena. L'ou de Pasqua es troba una vegada més en el DLC del joc, on es pot veure en el nou planador al final de l'escena d'introducció de la missió.
- En Supertuxkart, A1-13 es pot veure escrit en la porta d'entrada de la classe de matemàtiques un d'Oliver de la pista de carreres.
- En A Vampyre Story, és la posició de la tomba de Mico.
- En War Thunder, es va incloure com una calcomania amb certs vehicles d'esdeveniments.[19]

### Sèries web[calcitació]
- En Annoying Orange, Orange té un adhesiu amb l'etiqueta A113 en la part posterior d'ell en HOW2: Com registrar-se per votar!
- En Hazbin Hotel, dos ous estan etiquetats com a # A1 i # 13. Es pot veure mentre Sir Pentious està sent enterrat per ells.